# Marcus Valerius Corvus
Marcus Valerius Corvus (n. cca. 370 î.Hr. – 270 î.Hr.) a fost un general și un politician roman din secolul al IV-lea î.Hr..

## Biografie
Potrivit legendei un corb sau o cioară s-a așezat pe coiful său în timpul unui duel cu un uriaș galez. De aici i se trage numele Corvus. Corbul a distras atenția oponentului său zburându-i prin față, așa că Marcus Valerius a câștigat lupta. El a fost de două ori dictator roman și de șase ori consul. 
În diferite campanii a învins succesiv pe gali, volsci, samniți, etrusci și marsi. Cea mai importantă victorie a sa (343) a fost împotriva samniților în lupta de la Muntele Gaurus. 
Lista sa de realizări este suspicios de lungă; istoricul Valerius Antias este considerat autorul unor exagerări în biografia lui Marcus Valerius Corvus.

## Cronologie

Regiunea Lazio, centrul Peninsulei Italice, secolul al V-lea î.Hr.

- 349 - ca tribun, înfrânge un uriaș galez într-un duel, ajutat de o cioară sau de un corb
- 348 - ajunge consul la vârsta de 22 de ani
- 346 - din nou consul, înfrânge pe volsci
- 343 - din nou consul, înfrânge pe samniți
- 342 - ajunge dictator
- 335 - consul, înfrânge orașul din campania, Cales
- 301 - din nou dictator
- 300 - consul, înfrânge pe equi, introduce legea apelului
- 299 - consul, înfrânge pe etrusci